# Joan Francés Blanc
Joan Francés Blanc, in francese Jean-François Blanc, (Agen, 8 dicembre 1961) è uno scrittore e giornalista francese di lingua occitana.

## Biografia
Nato nel 1966 da padre occitano e da madre ceca, ha studiato storia e lingua ceca all'Università Bordeaux Montaigne e linguistica a Parigi.
Dopo una decina di novelle in occitano, nel 1998 ha pubblicato il suo primo romanzo Heisei, ristampato nel 2010. Nel 2011 ha fondato la casa editrice in occitano Edicions Talvera. Scrive su riviste in Lingua occitana.

## Opere

### Novelle
- "Nueit de junh" dins De quan panèren un peishic de pais: Edizioni Pagès, Lleida, 1994, ISBN 84-7935-231-0
- "En occitan, tota la setmana!" Forra Borra 108:1 París: IEO París. 1995.[1]
- "Onzadas" dins Paraules dera tèrra: EdizioniPagès, Lleida, 1997, ISBN 84-7935-415-1
- "Andrieu Benedetto, l'òme teatre", Anem! Occitans!, nº130, setembre-octobre-novembre de 2009.

### Romanzi
- Heisei: Princi Negre, 1999, ISBN 2-905007-42-7.[2][3][4][5][6] Decima edizione ISBN 2-84618-740-1, 2010[7]